# Fidila Adem
 (janvier 2024).
Si vous disposez d'ouvrages ou d'articles de référence ou si vous connaissez des sites web de qualité traitant du thème abordé ici, merci de compléter l'article en donnant les références utiles à sa vérifiabilité et en les liant à la section « Notes et références ».
Pour les articles homonymes, voir Adem.
République fédérale démocratique d'Éthiopie
Fidila Adem (Ge'ez: ፊዲላ አደም) est une des 112 membres du Conseil de la Fédération éthiopien. Elle est une des 54 conseillers de l'État des nations, nationalités et peuples du sud et représente le peuple Mareko.